# Čovjek u futroli (1959.)
Čovjek u futroli je hrvatska televizijska drama iz 1959. godine, nastala prema istoimenoj noveli Antona Pavloviča Čehova. Scenarij za televiziju napisao je Pavle Bogdanović, a režirao Daniel Marušić. Radnja novele prenesena je iz originalnog ruskog okruženja u hrvatsku sredinu, uz prilagođavanje imena likova lokalnom kontekstu.
Premijerno je prikazana 8. ožujka 1959. godine na Televiziji Zagreb.

## Radnja
Televizijska adaptacija prati život profesora Rogana, čovjeka potpuno izoliranog od vanjskog svijeta i ljudi oko sebe. Profesor Rogan sve svoje stvari čuva u zaštitnim navlakama (futrolama): cipele, sat, naočale, nalivpero, čak i svoj nožić za šiljenje olovki. Zbog tih čudnih navika, njegovi ga kolege i učenici nazivaju „čovjekom u futroli“. Rogan je povučen i emotivno distanciran, što se odražava i u njegovim međuljudskim odnosima. S vremenom postaje jasno da se iza njegove opsesivne sklonosti zaštitnim futrolama krije duboka emotivna zatvorenost i nemogućnost komunikacije s drugim ljudima.

## Glumačka postava
- Pero Kvrgić kao profesor Rogan („čovjek u futroli“)
- Adem Ćejvan
- Mia Oremović
- Stjepan Jurčević
- Amand Alliger

## Produkcija i kritike
Autor scenarija Pavle Bogdanović izmjestio je radnju Čehovljeve novele u hrvatski društveni kontekst, dajući likovima hrvatska prezimena poput Rogan, Mihalić, Matković, Franić i Benčić. Ova adaptacija bila je dio tendencije televizije da se poznata književna djela približe široj publici smještanjem zbivanja u lokalno okruženje.
Međutim, sam redatelj Daniel Marušić kasnije je izrazio nezadovoljstvo svojom režijom ove emisije. U intervjuu za tjednik Studio 1966. godine, priznao je da je posuvremenjivanjem Čehovljeve novele izgubio karakterističnu atmosferu izvornog djela, zbog čega je prema njegovom mišljenju adaptacija bila neuspješna.
Tjednik Radio televizija istaknuo je izvrsnu glumu Pere Kvrgića kao profesora Rogana, naglašavajući njegovu sposobnost uvjerljivog prenošenja emotivne zatvorenosti lika.

## Vanjske poveznice
- Čovjek u futroli u internetskoj bazi filmova IMDb-a